# Timoteo I di Costantinopoli
Timoteo I (... – 5 aprile 517) è stato un arcivescovo bizantino, che ha ricoperto la carica di patriarca ecumenico di Costantinopoli tra il 511 e il 517.

## All'inizio della carriera
Timoteo era un presbitero cristiano e custode degli ornamenti della cattedrale. A lui vengono attribuite due innovazioni liturgiche, le preghiere del Venerdì Santo nella chiesa della Vergine e la recita del Credo di Nicea durante ogni messa, sebbene l'ultima sia anche attribuita a Pietro Fullo. Lo storico britannico F.H. Blackburne Daniel lo considerava un uomo di cattivo carattere, poiché Timoteo avrebbe adottato le dottrine non calcedoniane per ambizione piuttosto che per convinzione.

## Patriarca di Costantinopoli
Mandò lettere circolari a tutti i vescovi, che chiese loro di sottoscrivere e approvare la deposizione di Macedonio II. Alcuni acconsentirono ad entrambi, altri nessuno dei due, altri sottoscrissero le lettere ma rifiutarono il proprio assenso alla deposizione. Alcuni non calcedoniani, come Giovanni Niciota, Patriarca di Alessandria, il cui nome aveva inserito nei dittici, inizialmente si distaccarono da lui, perché, sebbene accettasse l'Henotikon, non respinse il Concilio di Calcedonia, e per la stessa ragione Flaviano II di Antiochia ed Elia I di Gerusalemme in principio erano in comunione con lui.
Timoteo fu nominato Patriarca di Costantinopoli dall'imperatore Anastasio I nel 511, il giorno dopo che Macedonio fu deposto come patriarca.
Quando Severo divenne Patriarca di Antiochia, riunì un sinodo che condannava quel concilio, dopo il quale l'atto Severo ristabilì la comunione con lui. Timoteo inviò i decreti del suo sinodo a Gerusalemme, dove Elia si rifiutò di riceverli. Timoteo incitò quindi Anastasio a deporlo. Indusse anche l'imperatore a perseguitare il clero, i monaci e i laici che supportavano Macedonio, molti dei quali furono banditi nell'Oasi di Tebaide. I suoi emissari ad Alessandria anatemizzarono dal pulpito il Concilio di Calcedonia. Nel giro di un anno dalla sua elezione, Timoteo ordinò che il Ter Sanctus venisse recitato con l'aggiunta di "che fu crocifisso per noi", il che portò a disordini in due chiese, in cui molti furono uccisi il 4 e 5 novembre, e ad un terribile rivolta il giorno seguente che causò quasi la deposizione dell'imperatore Anastasio.
Timoteo morì il 5 aprile 517.